# Provincia de Manco Kapac
La provincia de Manco Kapac es una provincia del departamento de La Paz, y a la vez un periclave de Bolivia porque forma parte políticamente de Bolivia, pero no está conectada geográficamente con el resto del país, ya que está separada por el lago Titicaca. La provincia está conectada vía terrestre con Perú. La capital provincial es la ciudad de Copacabana.
La provincia tiene una superficie de 367 km², representando el 0,27% del departamento, siendo una de las provincias más pequeñas.

## Historia
La provincia de Manco Kapac fue creada por Ley N° 2562 el 6 de junio de 1951, durante el gobierno de Hugo Ballivián, perteneciendo el territorio antes de esta ley a la provincia de Omasuyos. Esa misma fecha se determinó que la capital provincial fuese la ciudad de Copacabana.

## Ubicación
Limita por el oeste con el distrito de Anapia (República del Perú)  y por el norte, sur y este con el lago Titicaca.

## Capital

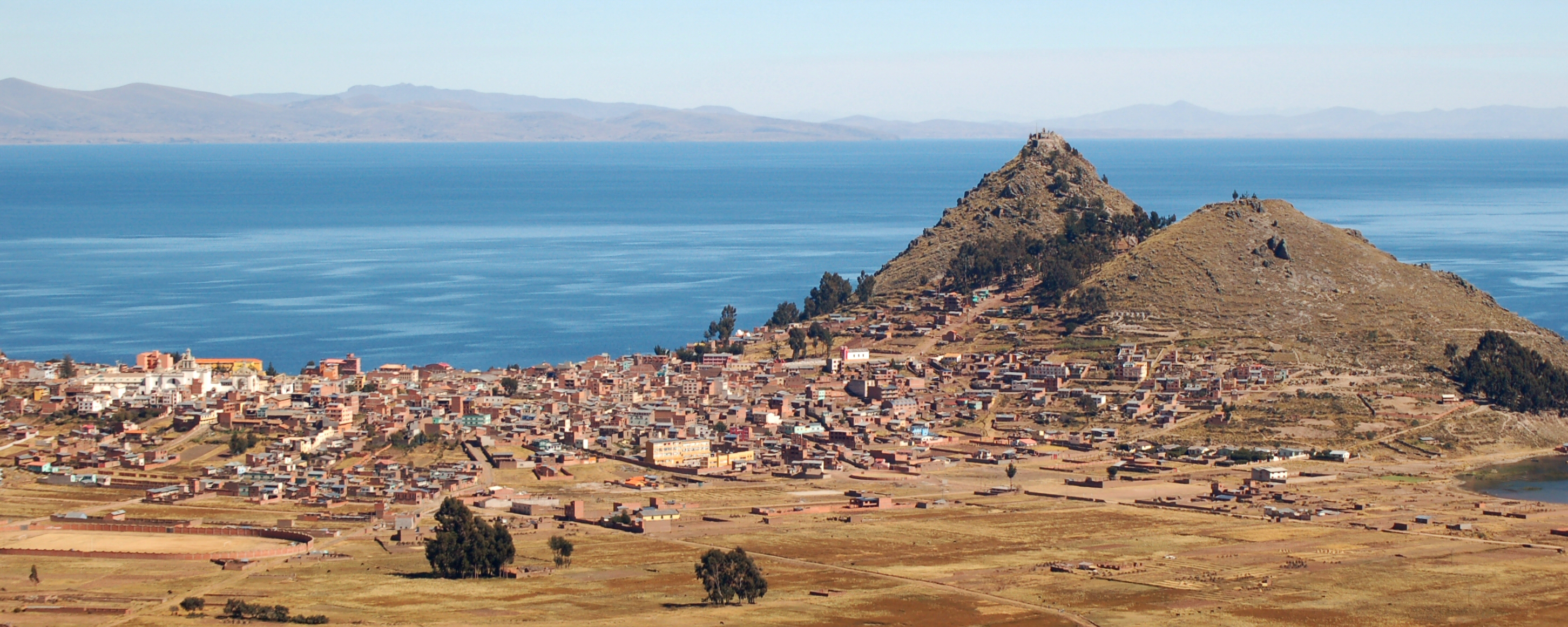
Vista panorámica de la capital Copacabana y el lago Titicaca

Tiene como capital a la población de Copacabana de unos 6.000 habitantes, es una de las ciudades más turísticas del lago Titicaca y de toda Bolivia.
La creación de Copacabana, como municipio autónomo, data desde la década de los años 30 del siglo pasado y es en fecha 6 de junio del año 1951,  bajo la Ley n.º 2562 que se erige la provincia Manko Kapac con su capital Copacabana. Los impulsores de su creación fueron Humberto Arandia, Felix Rosa Tejada, Roberto Snhor, Felix Mejía así como Roberto Mena, Miguel Estenssoro y Sixto Mejía y de Daniel Ortiz, quienes peregrinaron hacia la ciudad de La Paz en varias ocasiones, ante las oficinas del presidente Hugo Ballivián, para tal cometido de obtener el anhelo copacabaneño.

## Demografía
De acuerdo con el censo boliviano de 2024, la población de la provincia de Manco Kapac es de 34 040 habitantes.
La población de la provincia ha aumentado aproximadamente dos tercios en las últimas tres décadas:
| Año  | Habitantes | Fuente |
| ---- | ---------- | ------ |
| 1992 | 20.554     | Censo  |
| 2001 | 22.892     | Censo  |
| 2012 | 27.154     | Censo  |
| 2024 | 34 040     | Censo  |

## Estructura
La provincia de Manco Kapac, está dividida administrativamente en tres municipios, los cuales son:
1. Copacabana
2. San Pedro de Tiquina
3. Tito Yupanqui